# Underleverandør
Underleverandør er betegnelsen for en virksomhed, der løser opgaver for en hovedleverandør. I industrien er det oftest betegnelsen for en producent, der stiller kapacitet og know-how til rådighed for produktion af emner og mere komplekse produkter efter hovedleverandørens tegninger og specifikationer.
Underleverandører anvendes specielt hvor en hovedleverandør fravælger at have en teknologi indenfor eget hus, eller hvor kapacitetsbehov gør det nødvendigt at tilkøbe yderligere assistance.
Underleverandører er ofte specialister med et dybt proceskendskab, uden nødvendigvis at kende til den endelige anvendelse af de produkter de fremstiller.